# Upplands runinskrifter 864
Upplands runinskrifter 864 är en försvunnen runsten som funnits i Vik, Balingsta socken och Uppsala kommun. Enligt Rhezelius fanns stenen vid Viks slotts gamla gårdshus. Stenen har eftersökts vid flera tillfällen utan framgång.

## Inskriften
Translitterering av runraden:
[: olauf · lit · raisa · stain þino · ef(t)iʀ · suartaufþa · faþur · sin · unuk · eftiʀ · þorþ · buruþur · sin]
Normalisering till runsvenska:
Olof let ræisa stæin þenna æftiʀ Svarthaufða, faður sinn, ok æftiʀ Þorð, broður sinn.
Översättning till nusvenska:
Olov lät resa denna sten efter Svarthövde, sin fader, och efter Tord, sin broder.
Olov är ett kvinnonamn som även förekommer Sö 296; mansnamnet Svarthövde finns på U 52, och Þorðr på Sö 175. U 864 påminner med sin ornamentik om U 845, båda är troligen ristade av Arbjörn.